# Fårlus
Fårlus (Melophagus ovinus) är en tvåvingeart som först beskrevs av Carl von Linné 1758.  Fårlus ingår i släktet Melophagus och familjen lusflugor. Arten är reproducerande i Sverige. Inga underarter finns listade i Catalogue of Life.